# 1600 펜
1600 펜(1600 Penn)는 2012년부터 2013년까지 NBC에서 방영된 드라마이다.

## 캐스트
- 빌 풀먼 - 데일 길크리스트
- 제나 엘프먼 - 에밀리 내시 길크리스트
- 조시 가드 - 스킵 길크리스트
- 마사 맥아이작 - 베카 길크리스트
- 아마라 밀러 - 메리골드 길크리스트
- 벤저민 스톡햄 - 잰더 길크리스트
- 앤드리 홀런드 - 마셜 멀로이